# Черно и бяло (дует)
Черно и Бяло е български попфолк дует, създаден през 1999 година. Имат издадени два албума – „Очакван миг“ и „Объркан свят“, издадени през 1999 и 2000 г. През 1999 година участват във фестивала „Тракия фолк“. Дуетът е издаван от Пайнер. След като се разделят през 2001 г., Маргарита започва самостоятелна кариера, издавайки единствения си албум, наречен „Талисман“. 

## Дискография
- Очакван миг (1999)
- Объркан свят (2000)
- Талисман (2001) (самостоятелен на Маргарита)

## Други песни
- Светлина (1999)